# Pro Team Astana/Saison 2009
Dieser Artikel listet Erfolge und Mannschaft des Teams Astana in der Saison 2009 auf.
Vor Beginn der Saison kündigte der siebenfache Toursieger Lance Armstrong sein Comeback beim Astana-Team seines Sportlichen Leiters bei den Toursiegen, Johan Bruyneel, an. Offiziell wollte Armstrong für seine Krebshilfe Livestrong werben. Überraschend startete er auch bei der Hundertjahr-Ausgabe des Giro d’Italia 2009 und wurde dort 12., obwohl er sich kurz zuvor einen Schlüsselbeinbruch zugezogen hatte. Bei der Tour de France startete er zusammen mit Alberto Contador. Dort beherrschte die Rivalität zwischen Armstrong und Contador die Schlagzeilen. Contador gewann seine zweite Frankreich-Rundfahrt nach 2007, Armstrong wurde im Alter von 37 Jahren Dritter, zudem belegte Andreas Klöden den 6.Gesamtrang für Astana, das auch die Teamwertung sowie das Mannschaftszeitfahren gewann. Nach der Tour kehrte Alexander Winokurow nach seiner Dopingsperre zu Astana zurück und bestritt die Vuelta a España. Darauf kündigte Lance Armstrong an, ein eigenes Team für das kommende Jahr aufzustellen. Schließlich verlor Astana, das auch 2009 Gehälter nicht zahlen konnte, bis auf Contador die gesamte Tour-Mannschaft an Armstrongs neues Team RadioShack. Auch Bruyneel wechselte dorthin.

## Saison 2009

### Erfolge in der UCI World Calendar
In den Rennen des UCI World Calendar 2009 gelangen die nachstehenden Erfolge.
| Datum        | Rennen                               | Fahrer                |
| ------------ | ------------------------------------ | --------------------- |
| 8. März      | 1. Etappe Paris–Nizza (EZF)          | Alberto Contador      |
| 13. März     | 6. Etappe Paris–Nizza                | Alberto Contador      |
| 15. März     | 5. Etappe Tirreno–Adriatico (EZF)    | Andreas Klöden        |
| 8. April     | 3. Etappe Vuelta al País Vasco       | Alberto Contador      |
| 11. April    | 6. Etappe Vuelta al País Vasco (EZF) | Alberto Contador      |
| 6.–11. April | Gesamtwertung Vuelta al País Vasco   | Alberto Contador      |
| 7. Juli      | 4. Etappe Tour de France             | Mannschaftszeitfahren |
| 19. Juli     | 15. Etappe Tour de France            | Alberto Contador      |
| 23. Juli     | 18. Etappe Tour de France (EZF)      | Alberto Contador      |
| 4.–26. Juli  | Gesamtwertung Tour de France         | Alberto Contador      |

### Erfolge in des UCI Continental Circuits
In den Rennen des UCI Continental Circuits gelangen die nachstehenden Erfolge.
| Datum           | Rennen                                       | Kat. | Fahrer              |
| --------------- | -------------------------------------------- | ---- | ------------------- |
| 20. Februar     | 6. Etappe Kalifornien-Rundfahrt (EZF)        | 2.HC | Levi Leipheimer     |
| 21. Februar     | 4. Etappe Volta ao Algarve (EZF)             | 2.1  | Alberto Contador    |
| 18.–22. Februar | Gesamtwertung Volta ao Algarve               | 2.1  | Alberto Contador    |
| 14.–22. Februar | Gesamtwertung Kalifornien-Rundfahrt          | 2.HC | Levi Leipheimer     |
| 24. März        | 2. Etappe Vuelta a Castilla y León (EZF)     | 2.1  | Levi Leipheimer     |
| 23.–27. März    | Gesamtwertung Vuelta a Castilla y León       | 2.1  | Levi Leipheimer     |
| 22. April       | 1. Etappe Giro del Trentino (EZF)            | 2.1  | Andreas Klöden      |
| 3. Juni         | Prolog Tour du Luxembourg (EZF)              | 2.HC | Grégory Rast        |
| 25. Juni        | Slowenische Meisterschaft – Einzelzeitfahren | NC   | Janez Brajkovič     |
| 26. Juni        | Spanische Meisterschaft – Einzelzeitfahren   | NC   | Alberto Contador    |
| 14. Oktober     | Clásica Cancún                               | 1.2  | Alberto Contador    |
| 18. Oktober     | Chrono des Nations                           | 1.1  | Alexander Winokurow |

### Zugänge – Abgänge
| Zugänge                         | Team 2008                | Abgänge          | Team 2009                         |
| ------------------------------- | ------------------------ | ---------------- | --------------------------------- |
| Haimar Zubeldia                 | Euskaltel-Euskadi        | Antonio Colom    | Katjuscha                         |
| Jaroslaw Popowytsch             | Silence-Lotto            | Sergei Iwanow    | Katjuscha                         |
| Alexander Djatschenko           | Ulan                     | Thomas Frei      | BMC Racing Team                   |
| Waleri Dmitrijew                | Ulan                     | Koen de Kort     | Skil-Shimano                      |
| Bolat Rajimbekow                | Ulan                     | René Haselbacher | Vorarlberg-Corratec               |
| Sergei Renew                    | Ulan                     | Julien Mazet     | Auber 93                          |
| Jesús Hernández                 | Relax-GAM (2007)         | Benoît Joachim   | Continental Team Differdange      |
| Lance Armstrong                 | Discovery Channel (2005) | Andrei Misurow   | Tabriz Petrochemical Cycling Team |
| Jesús Hernández                 | Neoprofi                 | Aaron Kemps      | Rock Racing                       |
| Alexander Winokurow (ab 24.08.) | Astana (2007)            | Sergei Jakowlew  | Unbekannt                         |

### Mannschaft
| Name                  | Geburtstag         | Nationalität       |
| --------------------- | ------------------ | ------------------ |
| Lance Armstrong       | 18. September 1971 | Vereinigte Staaten |
| Assan Basajew         | 22. Februar 1981   | Kasachstan         |
| Janez Brajkovič       | 18. Dezember 1983  | Slowenien          |
| Alberto Contador      | 6. Dezember 1982   | Spanien            |
| Alexander Djatschenko | 17. Oktober 1983   | Kasachstan         |
| Waleri Dmitrijew      | 10. Oktober 1984   | Kasachstan         |
| Jesús Hernández       | 28. September 1981 | Spanien            |
| Jesús Hernández       | 12. Dezember 1984  | Venezuela          |
| Chris Horner          | 23. Oktober 1971   | Vereinigte Staaten |
| Maxim Iglinski        | 18. April 1981     | Kasachstan         |
| Roman Kirejew         | 14. Februar 1987   | Kasachstan         |
| Andreas Klöden        | 22. Juni 1975      | Deutschland        |
| Berik Kupeschow       | 30. Januar 1987    | Kasachstan         |
| Levi Leipheimer       | 24. Oktober 1973   | Vereinigte Staaten |
| Steve Morabito        | 30. Januar 1983    | Schweiz            |
| Dmitri Murawjow       | 2. November 1979   | Kasachstan         |
| Daniel Navarro        | 18. Juli 1983      | Spanien            |
| Benjamín Noval        | 23. Januar 1979    | Spanien            |
| Sérgio Paulinho       | 26. März 1980      | Portugal           |
| Jaroslaw Popowytsch   | 4. Januar 1980     | Ukraine            |
| Bolat Rajimbekow      | 25. Dezember 1986  | Kasachstan         |
| Grégory Rast          | 17. Januar 1980    | Schweiz            |
| Sergei Renew          | 3. Februar 1985    | Kasachstan         |
| José Luis Rubiera     | 27. Januar 1973    | Spanien            |
| Michael Schär         | 29. September 1986 | Schweiz            |
| Andrei Seiz           | 14. Dezember 1986  | Kasachstan         |
| Tomas Vaitkus         | 4. Februar 1982    | Litauen            |
| Alexander Winokurow   | 16. September 1973 | Kasachstan         |
| Haimar Zubeldia       | 1. April 1977      | Spanien            |

## Trikot

2009